# Slama
Slama je stranski proizvod kmetijstva, posušene bilke žit brez zrnja. Predstavlja približno polovico pridelka žit kot so oves, ječmen, riž, rž in pšenica. Slamo uporabljajo za številne različne namene, med drugim kot gorivo, steljo in krmo za živino, material za izdelavo košar in kot gradbeni material.

## Uporaba
Trenutna in zgodovinska uporaba slame vključuje:

## Gradbeni material
V preteklosti, še danes pa v revnih območjih, se je slama uporabljala kot vezivo za glinene in betonske zidake. Bila je tudi najboljši material za kritje streh, saj pri dobri izvedbi ne prepušča vode in je tudi dobro toplotno izolativna. Danes se slamo kot cenovno in ekološko ugoden material spet vedno več uporablja za toplotno izolacijo. Je tudi zdravstveno neoporečna, absorbira vlago ter je trajna in trpežna. V primerjavi z drugimi gradbenimi materiali je za proizvodnjo slame potrebno dosti manj energije, ob koncu njenega življenjskega cikla pa ne obremenjuje okolja.

## Živalska krma
Slama se lahko uporablja kot del prehrane za govedo ali konje. Ima nizko prebavljivo energijo in hranila. Rastlinojedci prebavljajo slamo s pomočjo mikroorganizmov v črevesju, pri čemer se sprošča toplota, ki je zelo koristna pri ohranjanju telesne temperature v hladnem podnebju. Zaradi nevarnosti impaktorja in njenega slabega hranilnega profila, bi morala biti slama vedno omejena na le del prehrane. Lahko se jo uporablja takšno kot je, ali pa je narežejo na krajše dele.

## Košare
Košare so narejene iz navite  in med seboj vezane stalne dolžine slame. Tehnika je znana kot "delo ustnic".

## Posteljnina
(za ljudi ali živali) Žimnice napolnjene s slamo so še vedno uporabljajo v mnogih delih sveta. Običajno se uporablja kot stelja za prežvekovalce in konje. Uporablja se lahko kot posteljnina in hrana za male živali, vendar lahko pogosto vodi do poškodb ust, nosu in oči, saj je slama precej ostra. 

## Biogorivo
Uporaba slame kot ogljika za vir energije hitro narašča, zlasti za biobutanol. Slama sena ali briketi so biogoriva in predstavljajo nadomestek za premog.

## Nadzor erozije
Bale slame se včasih uporabljajo kot nadzor sedimentov na gradbiščih.. Vendar pa so bale pogosto neučinkovite pri zaščiti kakovosti vode. Zaradi teh razlogov ameriška agencija za zaščito okolja priporoča uporabo alternativnih praks na področju nadzora usedlin, kjer je mogoče uporabo ograj iz mulja, fiber zavitkov in geotekstila. 

## Klobuk
Obstaja več vrst slamnatih klobukov, ki so izdelani iz tkanin slame. Še pred sto leti je bilo na tisoče angleških ženk in otrok zaposlenih v pletarstvu slame za izdelavo klobukov. Dandanes se slama za pletenje uvaža.

## Hortikultura
Slama se uporablja za gojenje gob. Na Japonskem zavijejo nekatera drevesa v slamo, saj so tako zavarovana pred hudo zimo, uporabljajo pa jo tudi za pasti parazitov žuželk. Uporablja se tudi v ribnikih za zmanjševanje alg, ob spremembi razmerja hranilnih snovi v vodi. Tudi tla pod jagodami so pogosto prekrita s slamo, saj zaščitijo zrele jagode pred umazanijo, uporablja pa se tudi za kritje rastlin v zimskem času, saj prepreči, da bi jih mraz uničil.

## Embalaža
Slama je odporna na zmečkanje, kar jo dela dobro embalažo. Slamnati ovoji za steklenice vina so postali vse redkejše, kljub temu pa jih še vedno najdemo pri nekaterih trgovcih vin. Slama pšenice se uporablja tudi embalaži hrane, krožniki so primerni za kompostiranje. Embalaža iz slame pšenice je primerna za kompost in se biološko razgradi.

## Galerija
- Slamnati fijaker
- S slamo krita hiša
- Bale blizu Spodnjega Brnika
- Bale na Ljubljanskem barju
- Kocke Slame na polju blizu Kranja